# Roberto Camacho Prada
Luis Roberto Camacho Prada (Mogotes 1939-Leticia 16 de julio de 1986) fue un periodista colombiano asesinado por el Cartel de Medellín.

## Biografía
Nacido en Mogotes (Santander), su padre liberal fue asesinado durante La Violencia bipartidista. Su familia emigró a Villavicencio (Meta), donde organizaron una finca avícola, Camacho sufrió el síndrome de Guillain-Barré, cuando se recuperó se organizó con su familia en Leticia, donde estableció una finca avícola y se dedicó al periodismo en el periódico Ecos del Amazonas, desde donde denunció el narcotráfico y tuvo que establecerse en una casa en Leticia.
Se desempeñó como corresponsal del diario El Espectador en Leticia (Amazonas) y Director Ejecutivo de la Cámara de Comercio del Amazonas. Denunció el soborno que había sido pagado a un ex comisario del Amazonas, que denunció unas avionetas capturadas por el Ejército Nacional, presuntamente por sospechas de ser usadas como medio de narcotráfico. Amenazado de muerte tras una denuncia de El Espectador contra Evaristo Porras Ardila, narcotraficante socio del Cartel de Medellín.

## Asesinato
Fue asesinado en el Parque Central de Leticia, junto a dos niños voceadores de prensa, que murieron víctimas de las balas perdidas. Su familia fue exiliada y su caso quedó en la impunidad.